# Taubenbaum (Nadelbaum)
Der Taubenbaum (Cathaya argyrophylla) ist die einzige Pflanzenart in der monotypischen Gattung Cathaya. Der Gattungsname leitet sich von der alten Bezeichnung „Cathay“ für China ab. Einzuordnen ist dieses Taxon in die Unterfamilie der Laricoideae innerhalb der Familie der Kieferngewächse (Pinaceae).

## Vorkommen
Der Taubenbaum kommt in China von der südöstlichen Provinz Sichuan bis zur südlichen Provinz Hunan endemisch vor und ist selten. Man findet ihn dort in Mittelgebirgslagen zwischen 1400 und 1800 Metern.
Die Entdeckung dieser Art 1955 war eine ähnliche Sensation wie die Entdeckung des Urweltmammutbaums 1945, der Wollemie 1994 und des Xanthocyparis vietnamensis 2001. Mit den bereits genannten Urweltmammutbaum, dem Ginkgo (Ginkgo biloba) und fünf Arten aus der Familie Ephedraceae zählt der Taubenbaum zu einer ganzen Gruppe von Lebenden Fossilien, die in der gleichen Provinz Chinas beheimatet sind. Diese heute noch vorkommenden Pflanzenarten stellen eine Reliktflora dar. Man hat 10 bis 30 Millionen Jahre alte Fossilien der Gattung Cathaya gefunden. Im Tertiär waren Pflanzenarten der Gattung in weiten Teilen Asiens und Europas verbreitet.

## Beschreibung
Beim Taubenbaum handelt es sich um einen immergrünen Baum, der Wuchshöhen von 20 Meter und Stammdurchmesser (DBH) von 40 Zentimetern erreicht. Der aufrecht wachsende Baum erinnert in seinem Erscheinungsbild an die Gattung der Douglasien (Pseudotsuga), in die er früher auch eingeordnet worden war.
Die Hauptzweige wachsen vom Stamm aus waagerecht nach außen. An ausgewachsenen Bäumen ist die Borke dunkelgrau. Die Rinde der Zweige ist erst gelbbraun und anfangs graugelb behaart, später wird sie dunkelgelb und glatt. Die Knospen sind hell gelbbraun.
Die photosynthetisierenden Blätter sind, wie bei allen Kieferngewächsen, als Nadeln ausgebildet. Die Nadeln sind 2,5 bis 5 cm lang.
Der Taubenbaum ist einhäusig getrenntgeschlechtig (monözisch), es gibt also weibliche und männliche Zapfen an einem Baum. Ein bis drei männliche Zapfen stehen achselständig am Zweig zusammen. Die weiblichen Zapfen sind erst grün und bei Reife dunkelbraun; sie weisen eine Länge von 3 bis 5 cm und einen Durchmesser von 1,5 bis 3 cm auf und fallen nach dem Ausschütten der Samen ab. Der dunkelgrüne, mit hellgrünen Flecken gefärbte Same ist 5 bis 6 mm lang und 3 bis 4 mm breit, sein gelbbrauner Flügel 1 bis 1,5 cm × 4 bis 6 mm groß.
Die Sämlinge besitzen drei bis vier Keimblätter (Kotyledonen).

## Systematik
Die ursprüngliche Erstbeschreibung von Woonyong Chun und Kuang Keren erschien 1958, war jedoch aus formalen Gründen ungültig, da zwei Arten gleichzeitig beschrieben wurden und die Typusart nicht angegeben war. Die letztlich gültige Erstbeschreibung von Chun & Kuang wurde 1962 in Acta Botanica Sinica, 10 (3), S. 246 veröffentlicht.
Es sind folgende Synonyme bekannt:
- Pseudotsuga argyrophylla (Chun & Kuang) Greguss
- Tsuga argyrophylla (Chun & Kuang) de Laubenfels & Silba
- Cathaya nanchuanensis Chun & Kuang (Diese Individuen wurden als eigene Art angesehen, sie weichen aber nur aufgrund umweltbedingter Einflüsse in geringem Maße von anderen Pflanzen der Art ab).

## Namensgleichheit
Auch der Taschentuchbaum (Davidia involucrata) wird oft als Taubenbaum bezeichnet.